# Fak Fak
Fak Fak este un oraș din Indonezia.